# Ducat de Mola
El ducat de Mola, amb Grandesa d'Espanya, és un títol nobiliari espanyol concedit per Francisco Franco el 18 de juliol de 1948 a títol pòstum a favor del general Emilio Mola Vidal.

## Ducs de Mola
|                              | Titular                        | Període                      |
| Creació per Francisco Franco | Creació per Francisco Franco   | Creació per Francisco Franco |
| ---------------------------- | ------------------------------ | ---------------------------- |
| I                            | Emilio Mola Vidal              | 1948 - 1955                  |
| II                           | Emilio Mola y Bascón           | 1955 - 2009                  |
| III                          | Emilio Mola y Pérez de Laborda | 2009 - actual titular        |

L'última successió es va manar expedir el 2009, per ordre de 20 de febrer publicada al BOE el 10 de març de 2009. No obstant això, la Real Carta de Successió no va ser expedida fins al 2012 —incomplint-se fins llavors allò ordenat al BOE— a causa de dilacions polítiques ("tramitacions congelades", segons el diari El País) ordenades pel llavors president del govern Rodríguez Zapatero.